# Буссе, Фёдор Иванович
Фёдор Ива́нович Бу́ссе (1794, Санкт-Петербург — 15 (27) декабря 1859) — русский педагог, математик, директор 3-й петербургской гимназии и автор многочисленных пособий по математике.

## Биография
Фридрих (Фёдор) Буссе родился в 1794 году в семье лютеранского пастора Иоганна Генриха Буссе. Окончив Санкт-Петербургскую губернскую гимназию в 1811 году, поступил в Петербургский педагогический институт, который готовил учителей средних учебных заведений, преимущественно гимназий. В последний год обучения слушал математику, чтобы получить соответствующую специализацию. По окончании института был отправлен будущим министром народного просвещения С. С. Уваровым, занимавшим в то время пост попечителя Петербургского учебного округа, за границу для ознакомления с ланкастерской системой, иначе называемой «методом взаимного обучения».
В Лондоне Буссе, получив специальный диплом в изучении метода взаимного обучения после посещения центрального училища, посещал занятия в училище доктора Белла, получив и свидетельство, что «так называемый национальный метод обучения был им изучен вполне». Затем, в Швейцарии, Фридрих Буссе посетил институт Песталоцци, в котором в то время активно разрабатывались методы начального обучения.
По возвращении в Россию, преподавал математику в Петербургском учительском институте (1819—1823) и 3-й Санкт-Петербургской гимназии (с 1823), в которой был также инспектором, а затем директором (1838—1859). Его брат, Франц Иванович Буссе преподавал в гимназии русский язык и словесность (1828—1837) и арифметику (1837—1860). В 1829 году Фёдор Иванович Буссе был утверждён в звании адъюнкта.
В 1838 году у него родился сын, Теодор Фридрихович (Фёдор Фёдорович), будущий известный учёный, первый председатель Общества изучения Амурского края, первого научного общества на Дальнем Востоке России.
В начале 1850-х годов Ф. И. Буссе стал членом Учёного комитета Министерства народного просвещения по математическим наукам.
Умер 15 (27) декабря 1859 года. Похоронен на Смоленском лютеранском кладбище.

## Педагогическая деятельность
По возвращении из Англии в Россию Буссе в 1819 году был назначен учителем математики «Второго разряда Главного педагогического института», приготовлявшего учителей уездных и приходских училищ, который в том же году стал учительским институтом. С преобразованием его в 1823 году в «Пансион казённых гимназистов», а затем — в Санкт-Петербургскую губернскую гимназию (с 1838 года — Третья Санкт-Петербургская гимназия), Буссе был назначен её старшим преподавателем математики. Курс математики в нём состоял из арифметики, алгебры, геометрии, тригонометрии, аналитической и начертательной геометрии со следующим распределением этих предметов по классам: арифметика в двух приготовительных классах, начало алгебры в IV, алгебра и геометрия в III, прямолинейная тригонометрия и аналитическая геометрия во II и начертательная геометрия в I классах. При объяснении главных правил арифметики Буссе применял катехитический метод, по которому ученик посредством вспомогательных вопросов должен был сам делать требуемое умозаключение.
Значительную роль при обучении арифметике Буссе отводил наглядности, используя, например, при изложении дробей их графические представления. В 1829 году, с открытием вновь в Петербурге Главного педагогического института, Буссе был назначен преподавателем математики этого института.
С 1832 года кафедрой математики в Главном педагогическом институте стал руководить М. В. Остроградский; его помощником стал Ф. И. Буссе.

## Программа по математике для гимназий
В 1846 году было предложено в виде опыта ввести новое распределение уроков по математике в гимназическом курсе. На основании этого распределения была составлена директором 3-й петербургской гимназии Ф. И. Буссе первая примерная программа по математике. Исключение из гимназического курса аналитической и начертательной геометрии компенсировалось некоторым расширением курса алгебры. Тем не менее программа по алгебре 1846 года страдала отсутствием такого важного раздела, как решение неравенств 1-й и 2-й степени, а программа по геометрии — отсутствием статьи о пределах.
Программа 1846 года была первой общей для всех русских гимназий программой по математике, определявшей не только объём этой науки в общих чертах, но и указывавшей, что именно и в какой последовательности должно быть пройдено в каждом классе по арифметике, алгебре, геометрии и тригонометрии. В ней особое внимание было уделено решению задач и вообще приложению теории к практике.

## Учебники и руководства по математике
- Руководство к преподаванию геометрии для школ военных поселений (1826)
- Руководство к учреждению школ по методе взаимного обучения. — СПб: тип. Деп. нар. просв., 1829. — [4], 76 с., 4 л. ил.
- Руководство к арифметике для употребления в уездных училищах Российской империи, изданное Департаментом народного просвещения: Ч. 1-2. — СПб: тип. Деп. нар. просв., 1829—1830. — в 2-х т.
- Руководство к геометрии для употребления в уездных училищах Российской империи. — СПб: тип. Деп. нар. просв., 1831. — [4], 147 с., 5 л. черт.
- Руководство к преподаванию арифметики для учителей, М., 1832
- Вопросы для экзаменаторов по математике; Арифметические таблицы для приходских училищ по способу взаимного обучения (1835)
- Основания геометрии — СПб: тип. Имп. Акад. наук, 1845. — [2], II, VI, 286 с., 9 л. черт.
- Первоначальные упражнения в арифметике; Сокращённые логарифмические таблицы (1858)
- Собрание арифметических задач, расположенное по Руководству к арифметике, составленному для уездных училищ. (13-е изд. — М.: тип. С. Орлова, 1874. — 144 с.: 17-е изд., испр. — СПб: тип. Деп. нар. просв., 1878. — 108 с.)